# Astragalus dolichopodus
Astragalus dolichopodus är en ärtväxtart som beskrevs av Josef Franz Freyn. Astragalus dolichopodus ingår i släktet vedlar, och familjen ärtväxter. Inga underarter finns listade i Catalogue of Life.